# الکس کینگستون
الکساندرا الیزابت کینگستون (به انگلیسی: Alexandra Elizabeth Kingston) بازیگر زن انگلیسی است.

## برگزیدهٔ آثار
- دکتر هو به عنوان «پروفسور ریور سانگایفای» (۱۵ اپیزود)[۱]
- فلش فوروارد به عنوان «مأمور فیونا بنکس» (۳ اپیزود)
- پیکان به عنوان «دینا لنس» (۶ اپیزود)
- ای آر به عنوان «دکتر الیزابت کوردِی» (۱۶۰ اپیزود)
- بن هور به عنوان «روث»، مادر جودا بن هور
- درمانگاه خصوصی به عنوان «مارلا تومکینز» (۲ اپیزود)
- ان‌سی‌آی‌اس به عنوان «میراندا پنبیکر» (۱ اپیزود)
- قانون و نظم: واحد قربانیان ویژه به عنوان «میراندا پوند» (۴ اپیزود)
- ادیسه آمریکایی
- بچه‌های محله اسکس